# 佐藤和哉
佐藤 和哉（さとう かずや、1984年4月22日 - ）は、日本の元男子バレーボール選手、指導者。

## 来歴
宮城県栗原市出身。ジュニア代表として2002年のアジアジュニアに出場。東北高校から東海大学へ進学し、大学卒業後の2007年にVプレミアリーグの豊田合成トレフェルサ（現・ウルフドッグス名古屋）に入団した。チームではミドルブロッカーを務め、2011-12シーズンをもって現役引退し、コーチに就任した。現在はスタッフを担当している。

## 所属チーム
- 東北高校
- 東海大学
- 豊田合成トレフェルサ（2007-2012年）